# Masahiro Ando
Masahiro Ando (安藤 正裕, Ando Masahiro, Saitama, 2 april 1972) is een Japans voormalig voetballer die als middenvelder speelde.

## Japans voetbalelftal
Masahiro Ando debuteerde in 1999 in het Japans nationaal elftal en speelde 1 interland.

## Statistieken
| Japans voetbalelftal | Japans voetbalelftal | Japans voetbalelftal |
| Jaar                 | Wed.                 | Dlp.                 |
| -------------------- | -------------------- | -------------------- |
| 1999                 | 1                    | 0                    |
| Totaal               | 1                    | 0                    |